# Argemone mexicana

Аргемона мексиканська (Argemone mexicana) — вид рослини родини макові.

## Назва
В англійській мові має назву «мексиканський колючий мак» (англ. Mexican prickly poppy).

## Будова
Однорічна груба прямостояча трав'яниста рослина 25-100 см заввишки, зрідка гілляста, вкрита колючками. При надрізі виділяє молочний сік, що жовтіє на повітрі. Листя блакитно-зелені з нерівними ламкими краями, що вкриті колючками. Верхні листки не мають черешка, з шипами вздовж головної жилки. Квіти одиночні, яскраво жовті чи білі з великою кількістю тичинок до 6 см завширшки.
A. mexicana характеризується коротким вегетативним періодом розвитку (30–33 доби) і тривалим (116—149 діб) генеративним періодом (фаза цвітіння триває понад 60 діб).

## Поширення та середовище існування
Зростає у Вест-Індії та Центральній Америці. Широко поширився по тропічних регіонах Землі як бур'ян. Росте на кам'янистих землях, смітниках, вздовж доріг та залізниць.

## Практичне використання
Усі частини рослини отруйні. Широко застосовується в традиційній медицині.

## Галерея

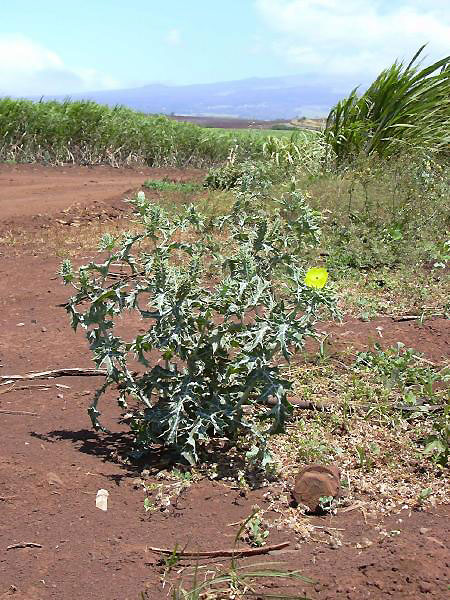
Зовнішній вигляд рослини
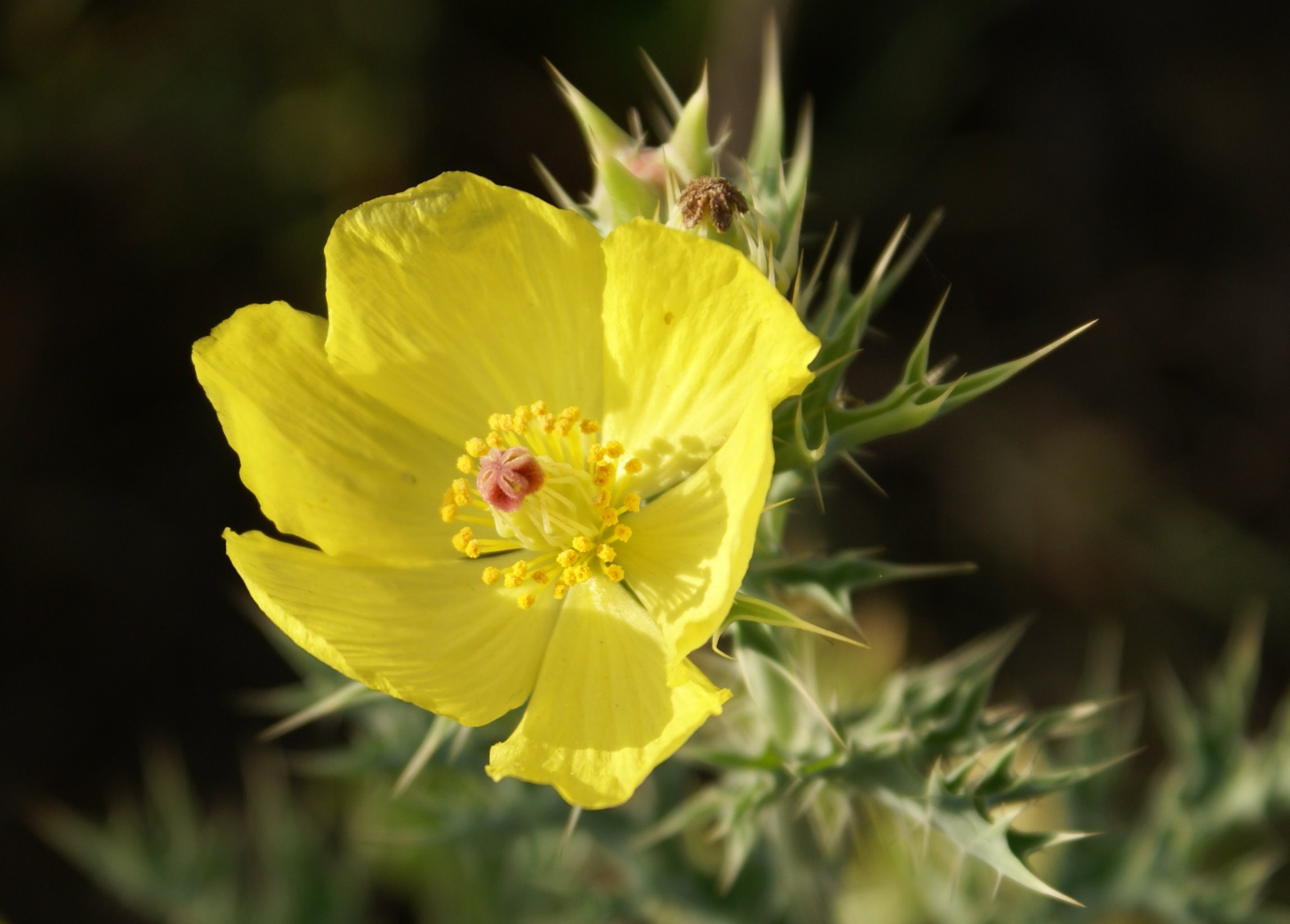
Квітка
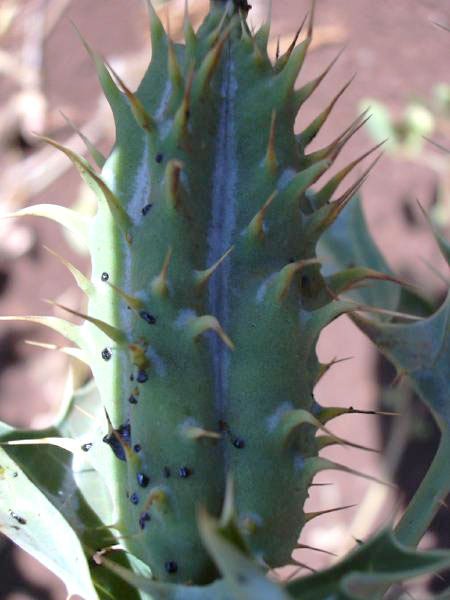
Плід